# 합동전
합동전(Joint warfare)은 국가 군대의 다양한 부문을 하나의 통합 명령으로 통합하는 데 우선순위를 두는 군사 교리이다. 합동전은 본질적으로 국가의 육군, 해군, 공군, 해안경비대, 우주군 및 특수부대의 보완 병력이 계획을 세우는 것이 아니라 합동 작전을 통해 협력하는 더 큰 국가 규모의 제병 무기전의 한 형태이다. 군사 작전을 별도로 수행한다.
기원은 1938년 세계 최초의 합동 고등 지휘 조직인 국방군최고사령부의 설립으로 추적될 수 있지만, 미국 합동참모본부와 동일한 수준의 "합동성"으로 간주되어서는 안 된다.
합동전을 군대의 최우선 원칙으로 지지하는 미국 국방부는 이를 "팀전"(team warfare)이라고 설명한다. "팀전"은 "모든 적절한 능력의 통합적이고 동기화된 적용이 필요하다. 결과적으로 발생하는 시너지 효과는 통합된 행동에서 전투 능력을 극대화한다." 국가적 통합 노력의 우선순위는 합동전 실무자가 군사 계획에서 다른 비정규 기관(예: 정보 기관)의 우선 순위, 역량 및 자원을 포함하여 기관 간 프로세스의 중요성을 인정해야 함을 의미한다.
2개 이상의 동맹국 군대가 수행하는 군사 작전을 미국 국방부에서는 연합 작전이라고 한다.

## 같이 보기
- 전장